# Wiluna
Wiluna ist eine Stadt in der Mid-West-Region von Western Australia. Sie liegt 947 Kilometer von Perth und 182 Kilometer von Meekatharra entfernt. Die Stadt liegt in einem Gebiet mit großen Erzvorkommen, dem Norseman-Wiluna-Grünsteingürtel, darunter Gold und Uran. Die Zuwegung nach Wiluna erfolgt über unbefestigte Straßen, die Canning Stock Route und durch den Gunbarrel Highway.
Der Ort hat Bedeutung für die lokalen Aborigines, für die lokale Milchwirtschaft und die Bergwerke. Die Bergleute, die in der Umgebung von Wiluna arbeiten, werden zur 14-tägigen Schichtarbeit mit Flugzeugen eingeflogen.

## Name
Der Name des Orts wurde von Weeloona abgeleitet, was in der Sprache der Aborigines windiger Platz bedeutet.

## Geschichte

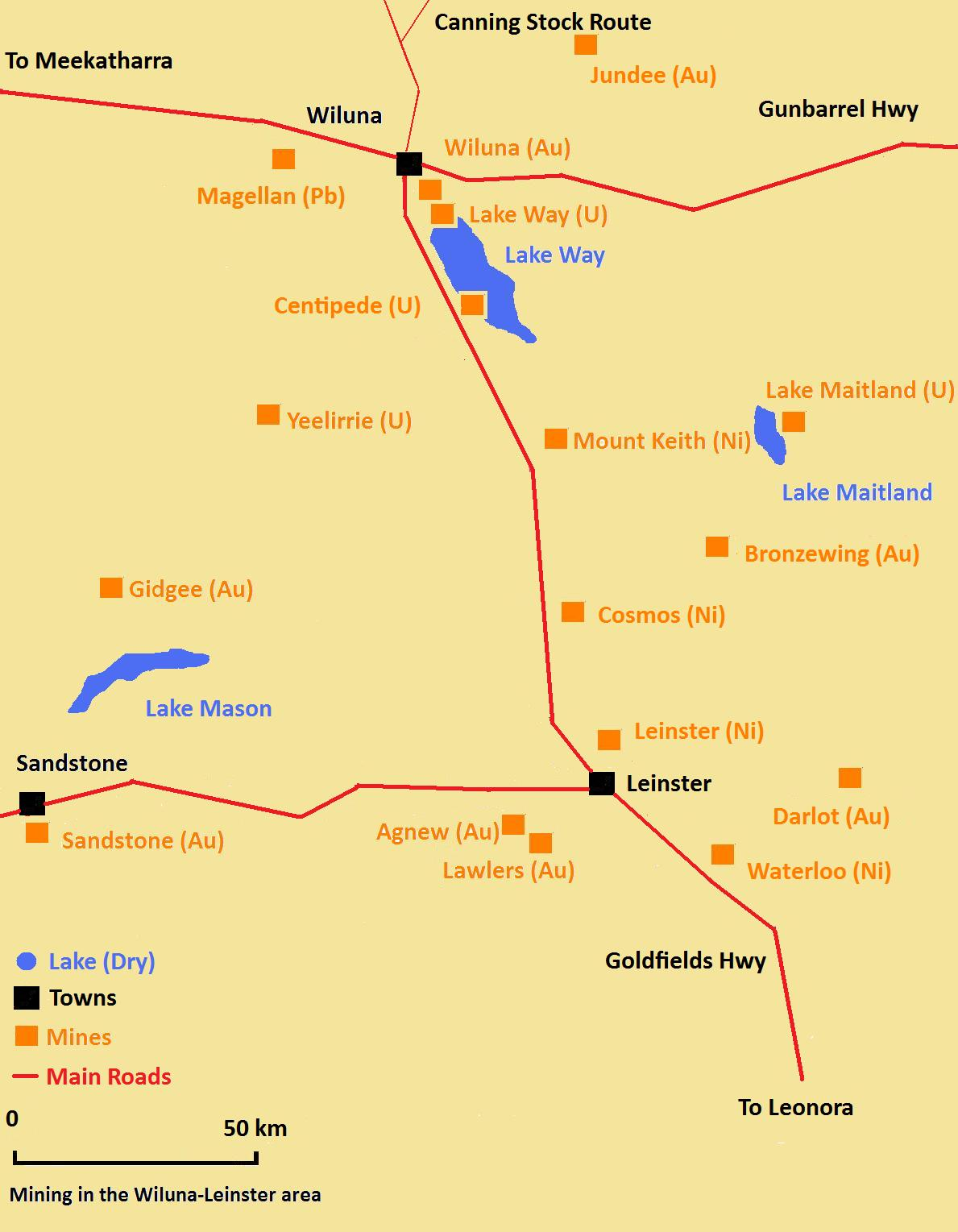
Bergwerke im Wiluna-Leinster-Gebiet

1896 wurde im Wiluna-Gebiet Gold entdeckt, und innerhalb weniger Monate kamen mehr als 300 Prospektoren dorthin. Zur Stadt wurde Wiluna 1898 ernannt. In den 1930er Jahren hatte sie über 9000 Einwohner. als allerdings der Zweite Weltkrieg begann, wurden zahlreiche Minen geschlossen. Um 1963 fiel die Einwohnerzahl auf unter 100. Der Abbau von Gold wurde nach 1981 wieder aufgenommen.

## Ort
Wiluna liegt am Rande der Western Desert. Dort leben zahlreiche Aborigines in ihrem traditionellen Land. Ihre Zahl in Wiluna schwankt je nach Jahreszeit, weil ein Teil von ihnen nomadisch lebt. Infolge der britischen Kolonisation wurde in den 1950er Jahren in Wiluna eine Aborigines-Missionsstation mit Hilfe der Regierung durch die Kirche errichtet, da in Maralinga ein Nukleartestgelände errichtet wurde und die dortigen Aboriginesstämme aus diesem Gebiet vertrieben wurden.
Im Oktober 1960 ging der Millbillillie-Meteorit elf Kilometer von Wiluna entfernt nieder.
Im Ort gibt es einen Pub, ein Handelsgeschäft, einen Caravanpark, eine Sportanlage, eine Schule und eine Klinik. Etwa drei Kilometer südlich von Wiluna befindet sich die Wiluna-Goldmine. 
Im Wiluna-Gebiet befindet sich in einem Umkreis von 100 Kilometern die Lake-Maitland-Uranlagerstätte, die bereits 2012 ihre Produktion aufnehmen soll, in der Centipede-Lake-Way-Uranlagerstätte soll der Uranabbau 2014 beginnen und in der Yeelirrie-Uran-Lagerstätte von BHP Billiton im August 2014.

## Söhne und Töchter der Stadt
- Michael Jeffery, AC, CVO, MC (1937–2020), Politiker und der 24. Generalgouverneur des Landes

## Bildergalerie

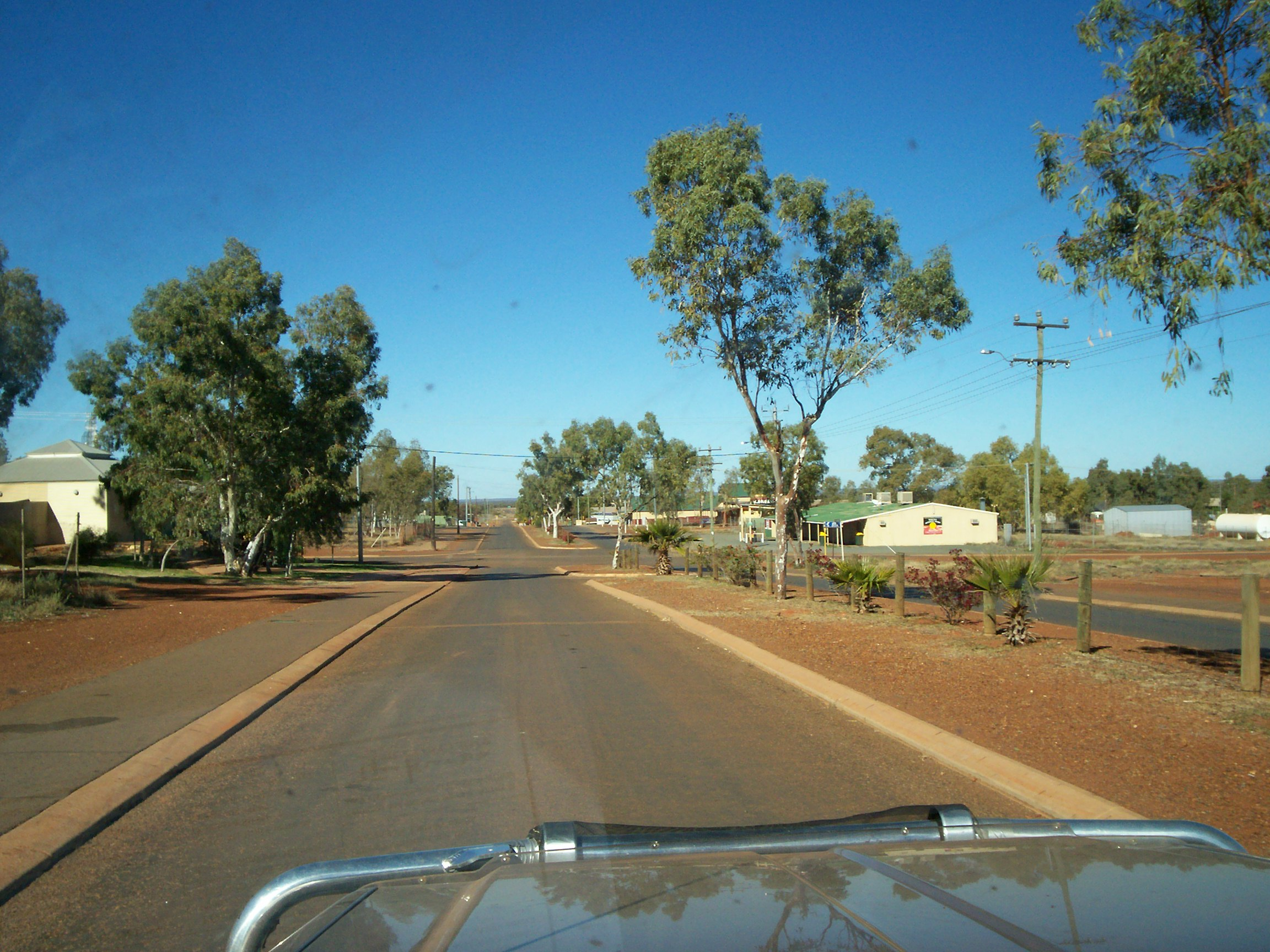
Hauptstraße (2007)
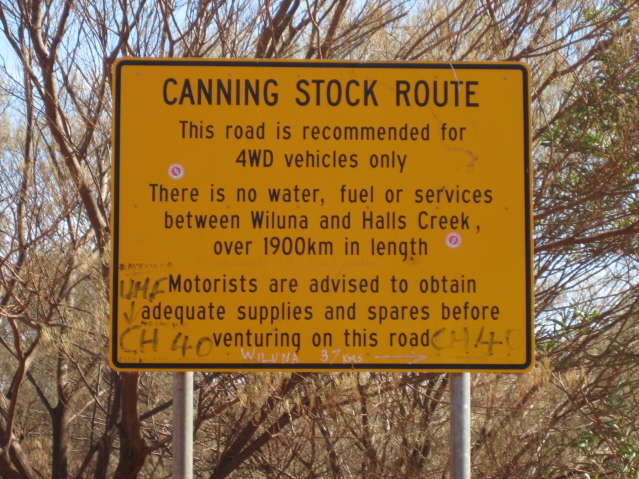
Wegweiser Canning Stock Route (2009)